# تیم ملی والیبال مردان سری‌لانکا
تیم ملی والیبال مردان سری‌لانکا تیم ملی والیبال مردان کشور سری‌لانکا است.